# Frederick Barrett
Frederick Barrett (Liverpool, 10 de janeiro de 1883 – Liverpool, 3 de março de 1931) é melhor conhecido como um dos sobreviventes do naufrágio do RMS Titanic em 1912 subindo a bordo do bote salva-vidas número 13.

## História
Frederick Barrett nasceu em Liverpool, Inglaterra em 1884. Barrett era mineiro de carvão de Hanley, perto de Stoke-on-Trent, Inglaterra. Alguns dizem que Barrett entrou para a carreira na marinha após descobrir a infidelidade de sua esposa. Antes de trabalhar a bordo do RMS Titanic, trabalhou para um navio chamado New York e viveu em  Southampton.

## Naufrágio doTitanic
Frederick Barrett era o foguista chefe trabalhando na sala de caldeiras número 6 quando o RMS Titanic atingiu o iceberg na noite de 14 de abril de 1912. A casa de caldeiras número 6 foi o local do impacto com o iceberg.
Barrett estava conversando com o segundo engenheiro, Sr. Hesketh, quando uma luz vermelha e as sirenes dispararam assinalando a ordem de parar os motores. Ele gritou para os homens na sala de caldeiras para que fechassem os abafadores, as portas das fornalhas. Então ele sentiu uma batida e a água veio caindo sobre ele em grande quantidade do lado de estibordo do navio. Barrett abriu caminho pela porta-estanque da sala de caldeiras 5. Ele foi ordenado a voltar para a sala de caldeiras 6, mas já havia sido inumdada com 2 metros e meio de água. Como alguns dos engenheiros foram auxiliar com as bombas, um aviso tocou para que todos os foguistas subissem ao convés. Foi ordenado que Barrett ficasse ao lado de um engenheiro, Sr. Harvey, na sala de caldeiras número 5.
Barrett subiu por uma escotilha para chegar ao lado de estibordo do Convés A, onde havia apenas dois botes salva-vidas. Ele escapou do naufrágio no bote salva-vidas número 13, que estava carregado com um número entre 65 e 70 pessoas. O bote salva-vidas 15 quase desceu sobre seu bote, mas eles escaparam a tempo. Ele foi colocado no comando do bote por mais ou menos uma hora, quando, sentindo frio, deiou outro assumir o controle do bote. Em certo momento, uma mulher colocou um manto sobre ele, e ele não conseguiu lembrar de mais nada que aconteceu  depois disso no bote salva-vidas. Às 4:45 Barrett e os outros no bote foram resgatados pelo RMS Carpathia.
Após o naufrágio, ele testemunhou tanto no inquérito britânico como no inquérito americano sobre o naufrágio do RMS Titanic.

## Vida após oTitanic
Em 25 de maio de 1912, poucas semanas após o naufrágio, Barrett estava trabalhando no navio irmão do Titanic, o RMS Olympic onde ele foi questionado pelo Senador William Alden Smith como parte da investigação. Barrett faleceu em 3 de março de 1931 na cidade de Liverpool devido à tuberculose.

## Frederick William Barrett
Barrett não deve ser confundido com um colega tripulante, foguista Frederick William Barrett, nascido em 1876 ou 1879, que faleceu no naufrágio.

## Representações
- Maurice Roëves (1979) (S.O.S. Titanic)
- Derek Lea (1997) (Titanic (1997))
- Phil Cheadle (2011) "Way Sank Titanic" Curiosity (série de TV)
- Ciarán McMenamin (2012) (Saving the Titanic)
- Brian d'Arcy James (1997) (Titanic (musical))
- Ken (2017) (Titanic (musical))